# Cristóbal Quintero
Cristóbal Quintero (Palos de la Frontera, Huelva - 1503) foi um navegador e explorador espanhol que participou da descoberta da América. Ele navegou junto com Cristóvão Colombo em sua primeira viagem. Parece que ele participou da segunda e fez a terceira viagem colombiana.

## Biografia
Os Quinteros eram uma grande família de marinheiros da região de Tinto-Odiel, que viviam em Palos de la Frontera e parentes de Hermanos Niño de Moguer. Dois homens desta família participaram da jornada de descoberta: Cristóbal Quintero e Juan Quintero. Consta na documentação existente que Cristóbal era casado com Leonor Benítez e pai de três filhas. Ele era um marinheiro proeminente na área que possuía vários barcos, um dos quais entrou para a história como uma das famosas caravelas do descobrimento, a Pinta.

### Primeira viagem colombiana
Cristóbal Quintero participou da primeira viagem como um simples marinheiro e também foi co-proprietário do Pinta. Seu nome entrou para a história pelo incidente ocorrido em 6 de agosto de 1492 na caravela La Pinta, que segundo o que chegou até nós do Diário da primeira navegação de Cristóvão Colombo, extraído por Frei Bartolomé de las Casas, indica que o Almirante suspeitava que Cristóbal, na companhia de Gómez Rascón, fez com que o elmo da referida caravela se soltasse:
Segunda-feira, 6 de agosto.
O governador saltou ou desalojou-se para a caravela Pinta, para onde ia Martín Alonso Pinzón, que se acreditava e suspeitava pela indústria de um Gómez Rascón e Cristóbal Quintero, cuja caravela era, porque se arrependia de ter feito aquela viagem; e o almirante diz que antes de partir eles encontraram em certos reversos e grisquetas como dizem, o acima mencionado. O Almirante estava lá muito envergonhado por não poder ajudar a dita caravela sem seu perigo, e diz que perdeu um pouco de tristeza ao saber que Martín Alonso Pinzón era uma pessoa de coragem e boa inteligência. Em suma, eles caminharam vinte e nove léguas entre o dia e a noite.
Diario de la primera navegación.. Um relatório resumido por Frei Bartolomé de las Casas.
Mas, de acordo com alguns historiadores, incluindo o padre Ángel Ortega, essa acusação não se sustenta.uma vez que não há acusação formal posterior, nem esses marinheiros foram expulsos no desfile feito nas Ilhas Canárias pelo resto de seus companheiros, pois poderiam ser perigosos para a vida do resto da marinha. De fato, o mesmo almirante em 21 de fevereiro de 1493, durante a viagem de volta, quando encontrou a tempestade que quase os fez naufragar, registrou no diário o seguinte:
«... e naquelas ilhas ele sofreu uma tempestade tão séria, e a mesma coisa aconteceu com ele em seu caminho para as Ilhas Canárias ...
talvez implicando que o colapso do Pinta antes de chegar às Ilhas Canárias foi por razões diferentes das apresentadas no referido jornal na segunda-feira, 6 de agosto.

### Segunda, terceira viagem colombiana e últimos dados
Embora falte documentação mais certa, acredita-se que ele também participou da segunda viagem de Colombo. Também está registrado que uma caravela de Cristóbal foi duas vezes, junto com outras de Palos, para as marinhas de Nápoles, sendo lógico que também fosse a mesma. Na terceira viagem colombiana foi com a posição de mestre, novamente com uma caravela de sua propriedade, a Santa María de Guía. Cristóbal Quintero também é mencionado como comandante em uma viagem à ilha de Hispaniola, com navios "armados e carregados de provisões" feitos em 1502. Ele finalmente morreu depois de retornar desta viagem em 1503.

## Bibligrafia
- Ortega, Fray Ángel, La Rábida. Historia documental y crítica. 4 vols. Sevilla, 1925.